# کمپ دیوید

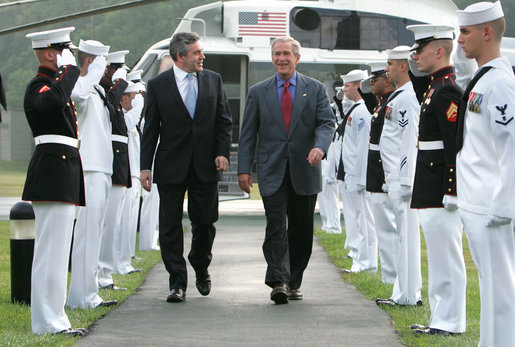
جرج بوش و گوردون براون در حال ورود به کمپ دیوید.

کمپ دیوید محل استراحت و خانه ییلاقی رئیس جمهور آمریکا می‌باشد. این منطقه در ۱۰۰ کیلومتری شمال-شمال‌غربی واشینگتن، دی. سی. و در میان تپه‌های جنگلی قرار دارد و در ابتدا نیز یک پایگاه نظامی بود. تمامی خدمات و نیروهای این مرکز توسط نیروی دریایی و تفنگداران دریایی آمریکا تهیه می‌گردد.
ساخت کمپ دیوید در سال ۱۹۳۵ شروع شد و در سه سال بعد، در ۱۹۳۸ پایان یافت. در ابتدا این محل برای اسکان مأموران دولتی آمریکا استفاده می‌شد که در نهایت توسط فرانکلین روزولت، رئیس‌جمهور وقت آمریکا، تبدیل به استراحت‌گاه مقام ریاست جمهوری آمریکا شد. نام کمپ دیوید برگرفته از نام پدر و نوه فرانکلین روزولت است که هر دو دیوید نام داشتند.
این مکان برای بازدید عموم آزاد نیست.

## استفاده‌ها

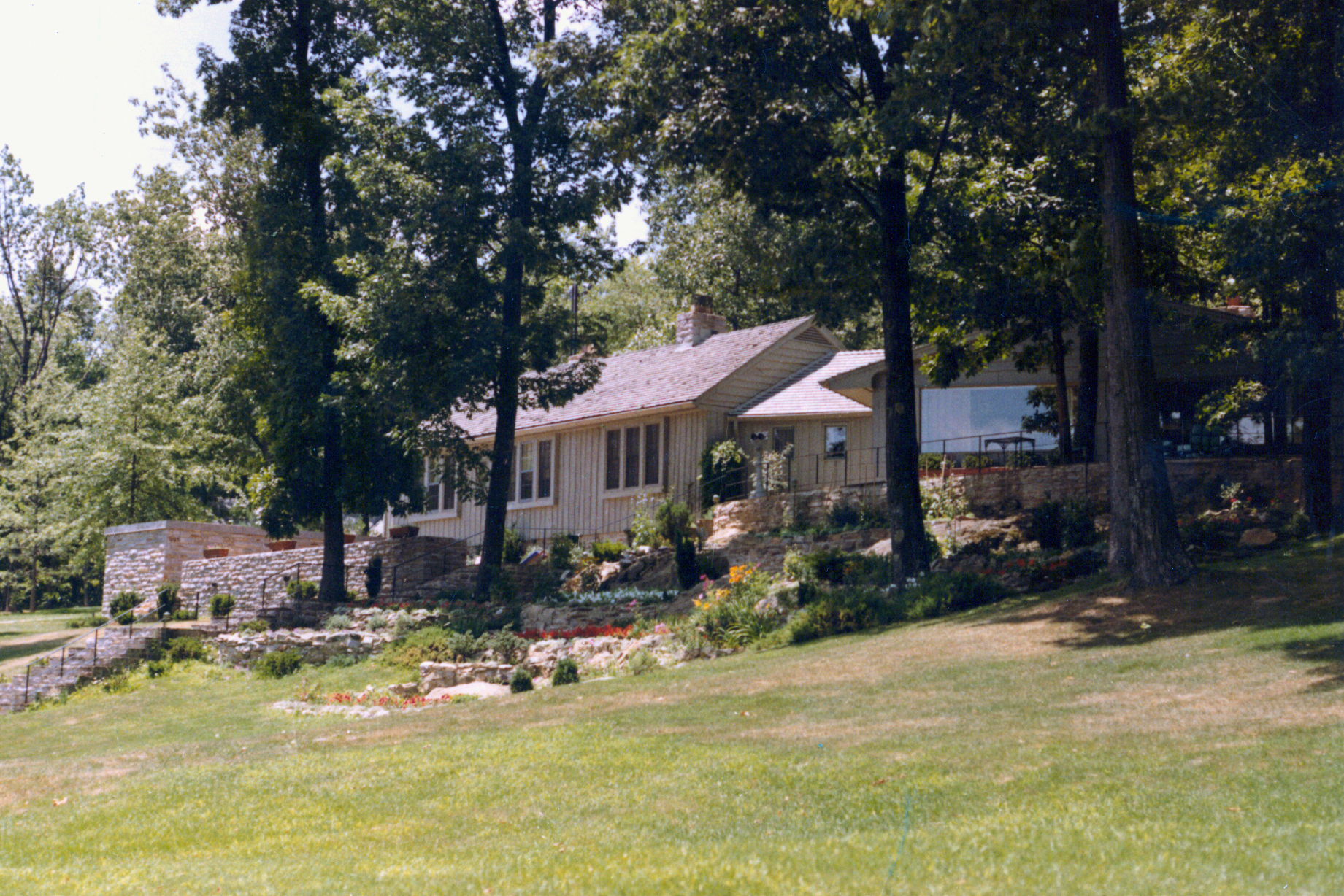
لُژ اصلی کمپ دیوید در دولت آیزنهاور، ۱۹۵۹.

تقریباً همه روسای جمهور بعد از فرانکلین روزولت نیز از این محل استفاده‌هایی کردند.
- دوایت آیزنهاور اولین جلسه با کابینه خود را در اینجا برگزار کرد.
- جان اف. کندی عمدتاً برای تفریح و استراحت به همراه خانواده به اینجا می‌آمد. هرزمان که خودش حضور نداشت، معمولاً اجازه استفاده از این محل را برای کارکنان کاخ سفید نیز صادر می‌کرد.
- ریچارد نیکسون بسیار علاقه‌مند به اینجا بود و تغییرات زیادی به آن داد و محل را مدرنیزه‌تر کرد.
- رونالد ریگان بیشتر از هر رئیس‌جمهور دیگری به این محل سر می‌زد.
- دختر جورج هربرت واکر بوش در این محل در سال ۱۹۹۲ ازدواج کرد.
- باراک اوباما در سال ۲۰۱۲ این محل را برای برگزاری اجلاس جی۸ انتخاب کرد.
- دونالد ترامپ در طی دوران ریاست جمهوریش از تفریحگاه مار-ئه-لاگوی خود در فلوریدا به جای کمپ دیوید برای مکان استراحت خود استفاده می‌کرد. ترامپ گفت کمپ دیوید «خیلی دهاتی» است و «خوب است، ازش خوشتان می‌آید. می‌دانید چقدر ازش خوشتان می‌آید؟ در حدود ۳۰ دقیقه.»[۱][۲]

## نگارخانه

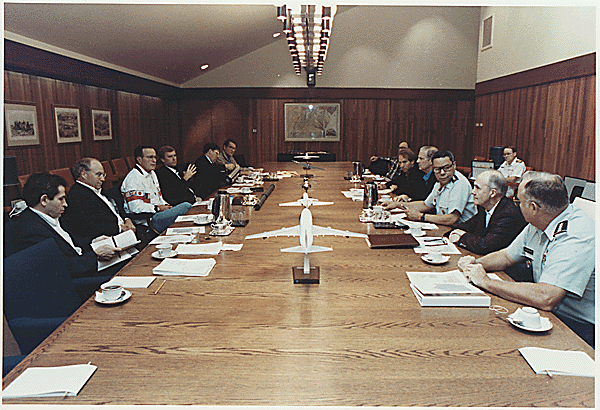
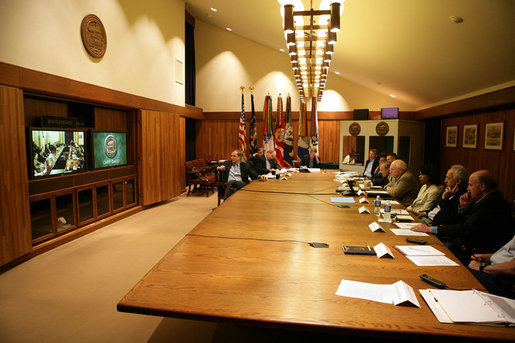
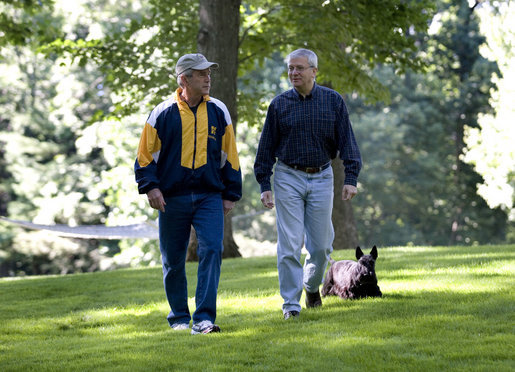
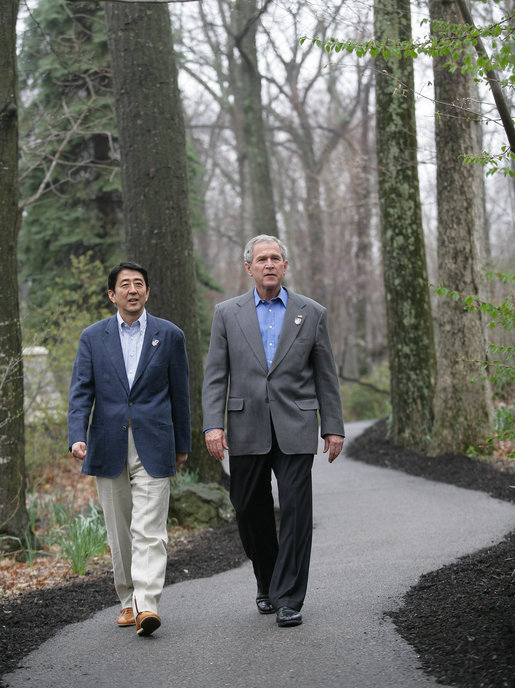
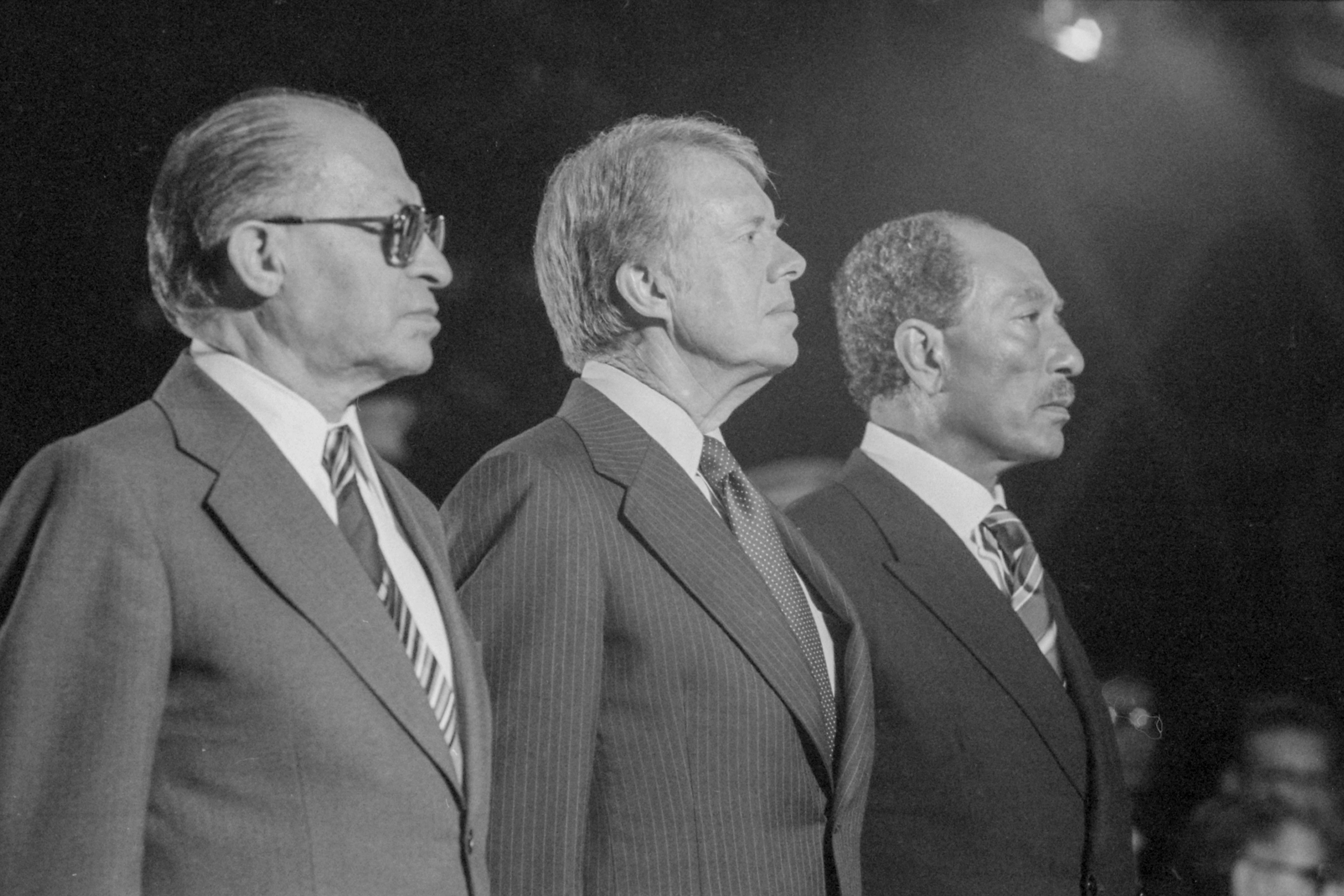
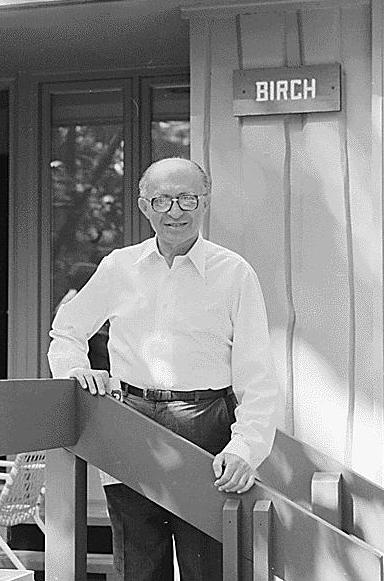
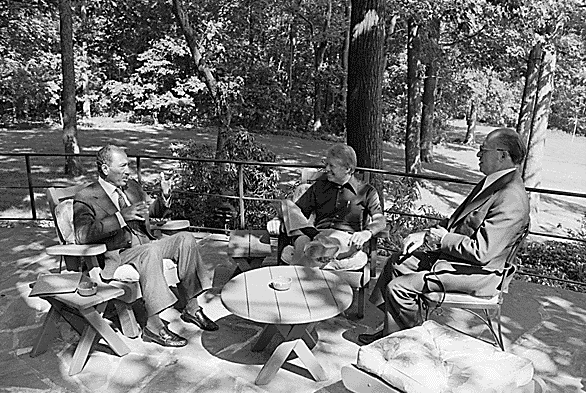
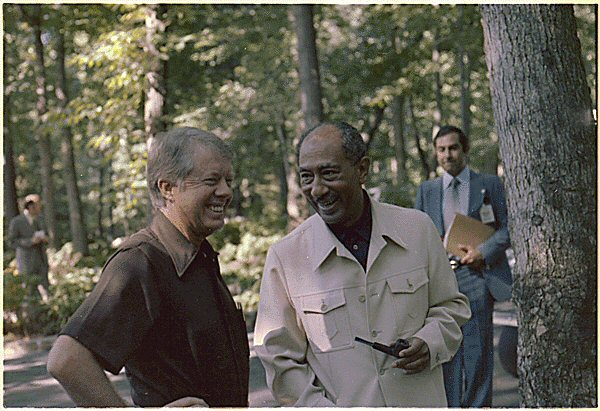
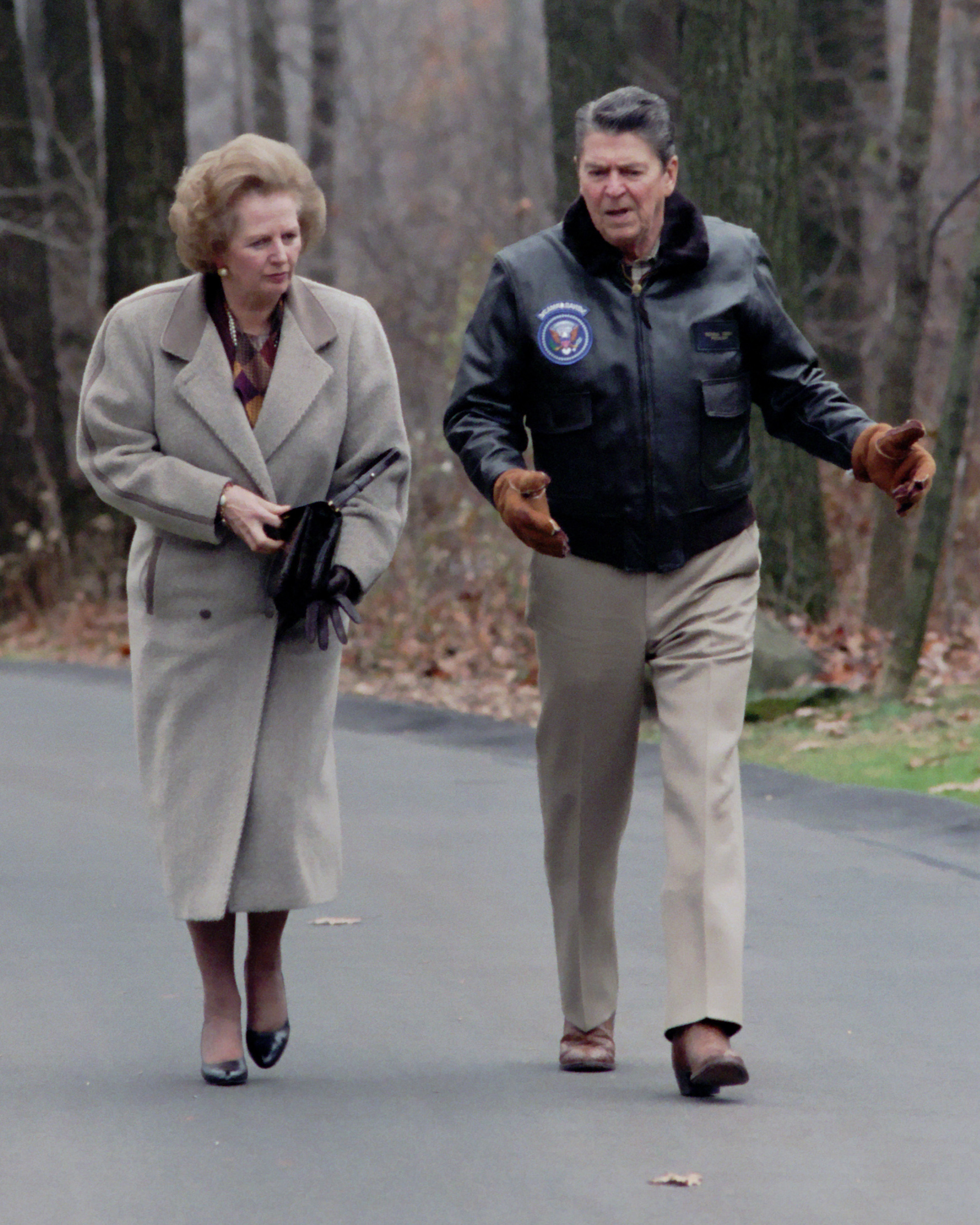
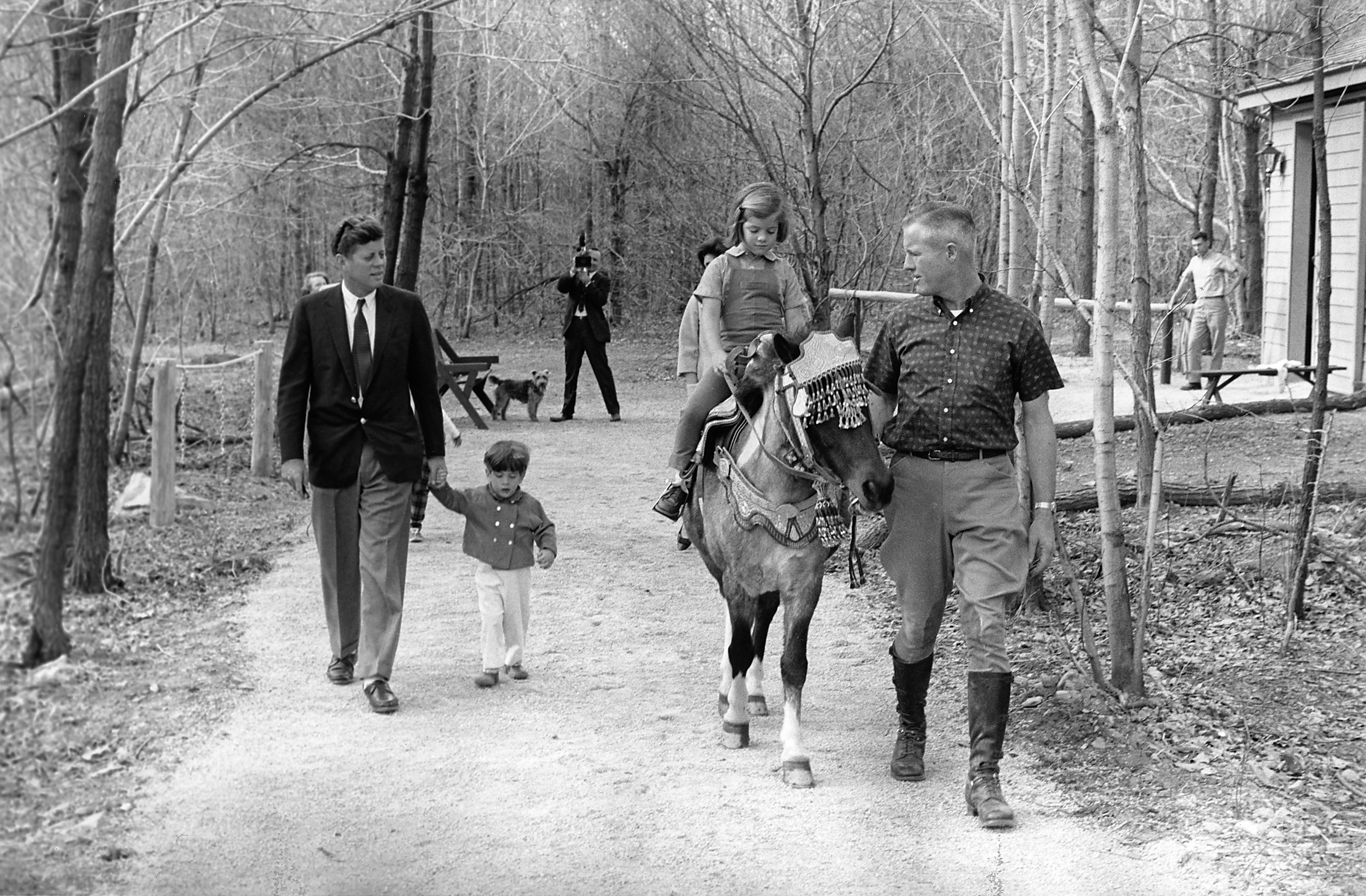
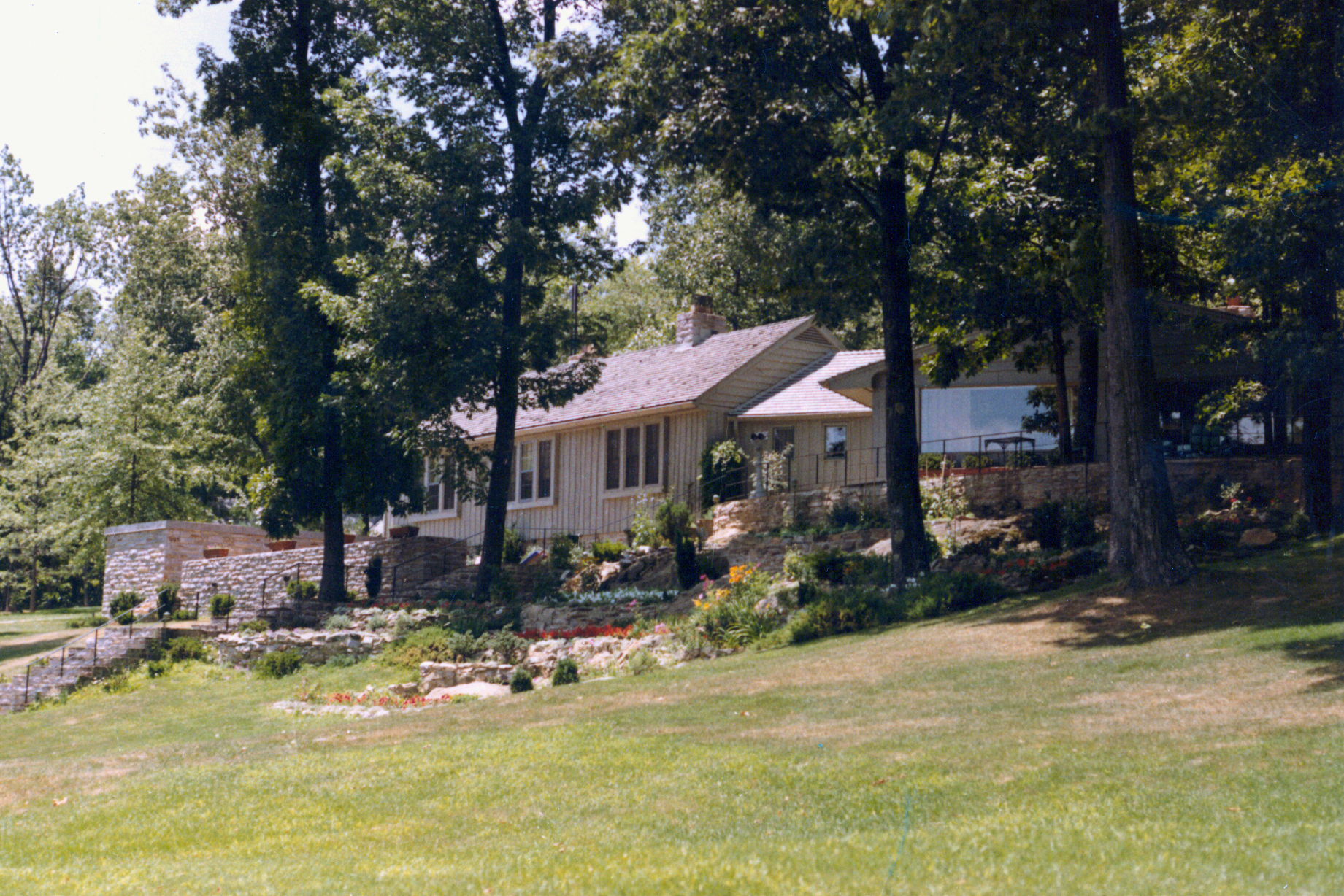